# عمران مجيد
عمران مجيد (بالإنجليزية: Imran Majid)‏ هو لاعب بلياردو أمريكي ‏ بريطاني، ولد في 4 أكتوبر 1972 في لندن في المملكة المتحدة.